# Grigore Rusu
Grigore Rusu  (n. 9 aprilie 1936, Mîndîc, județul Soroca – d. 26 aprilie 2020, Chișinău) a fost un actor, regizor, profesor universitar, cercetător științific și istoric teatral din Republica Moldova.

## Originea
Grigore Rusu s-a născut la 9 aprilie 1936, la Mîndîc, pe atunci în județul Soroca.

## Studii
În 1960, a absolvit Școala superioară de teatru ”B. Șciukin” din Moscova, alături de Ion Ungureanu, Ion Șcurea, Ilie Todorov, Dumitru Caraciobanu, Ecaterina Malcoci, Valentina Izbeșciuc, Eugenia Todorașcu, Vasile Constantinov, Anatol Pogolșa, Vera Mereuță, Dumitru Fusu, Pavel Iațcovschi, I. Gore, Nina Doni, Nina Vodă-Mocreac – generația care va pune bazele Teatrului pentru Tineret „Luceafărul”.

## Teatru și film
Timp de 26 de ani, Grigore Rusu a activat pe scena Teatrului „Luceafărul”, interpretând peste 80 de roluri, printre care Von Calb din Intrigă și iubire, Daniel din Nota zero la purtare, Andrew Agucchek din A 12-a noapte, Andrei din Voiaj de nuntă etc. S-a filmat în mai multe pelicule ale studioul "Moldova-Film", fiind invitat și pentru sonorizarea filmelor, a interpretat rolul lui Ivan Bodiul în pelicula "Ani și filme" de Mihail Calic, produsă de studioul cinematografic „M. Gorki”. A fost angajat la Teatrul Televizat „Dialog”, condus de Gheorghe Siminel.

## Pedagog
A îmbrățișat și alte profesii adiacente teatrului, cum ar fi cea de actor-pedagog, activând din anul 1967 și ca șef al mai multor catedre la Academia de Muzică, Teatru și Arte Plastice, cum ar fi Catedrele de Regie Estradă și Manifestări Publice, a predat disciplinele: Arta vorbirii scenice, Arta actorului și vorbirea scenică.

## Cărți
A scris manualul „Arta vorbirii" și alte lucrări metodico-științifice și de analiză a fenomenului teatral și actoricesc, precum și câteva monografii despre stelele teatrului – Eugeniu Ureche, Valeriu Cupcea, Constanța Tîrțău, "Din coturnii timpului" despre Veniamin Apostol și "Teatrul – dragostea mea" despre Petru Baracci, volumul autobiografic "Evocări".
S-a stins din viață pe 26 aprilie 2020.

## Filmografie
Pelicule realizate la studioul Moldova-Film:
- Omul merge după soare, 1961 ‒ tatăl fericit,
- Așteptați-ne în zori, 1963 ‒ soldat,
- Zece ierni pentru o vară, 1969 ‒ brigadier,
- Ultimul haiduc, 1972 ‒ ofițer,
- Dimitrie Cantemir, 1973 ‒ boier,
- Durata zilei, 1974 ‒ țăran,
- Ce-i trebuie omului?, 1975 ‒ inginer,
- Marc Twain contra..., 1975 ‒ rol episodic,
- Cetatea, 1978 ‒ rol episodic,
- Pregătirea către examen, 1979 ‒ rol episodic,
- Hotarul lunii iunie, 1982 ‒ rol episodic,
- Răsăritul zbuciumat, 1984 ‒ rol episodic.

Roluri în filme realizate la alte studiouri:
- Coma, "Lenfilm", 1989 – rol episodic,
- Ani și filme, studioul cinematografic „M. Gorki", 1991 ‒ Ivan Bodiul.